# Irmandade Fusquenlla
A Irmandade Fusquenlla foi uma irmandade (tipo de corpo policial formado nas cidades na Baixa Idade Média), formada em 1431, nas terras do nobre Nuno Freire de Andrade, apelidado como o Mau, por causa da extrema dureza com que este tratava os seus vassalos. A irmandade iniciou uma revolta nas áreas de Pontedeume e Betanços que se estendeu a outras comarcas dos bispados de Lugo, Mondoñedo e Santiago de Compostela. O líder era Roi Xordo, um fidalgo da área da Corunha ou Ferrol.

## Contexto
Durante o século XV, com a debilidade do poder dos reis em Castela, os senhores feudais passaram a agir como reis nos seus próprios domínios. Desse modo, tiveram início fortes confrontos entre os senhores, que inclusive envolveram pessoas do alto clero. Em tais confrontos, os bandos mudavam rapidamente de composição em função das circunstâncias. Perante esta situação de instabilidade, os burgueses das cidades e das vilas começaram a formar irmandades com o fim de protegerem os seus direitos. 
Portanto, os séculos XIV e XV foram épocas de grande conflito social, com diversos confrontos protagonizados pelos vizinhos das cidades de Santiago de Compostela, tais como, os que ocorreram:
- em 1421, quando a "Irmandade de Roi Sánchez", fundada em 1418, rebelou-se em 1421 contra o bispo; e
- em 1419, quando ocorreu em Ourense, uma revolta que terminou com a morte do bispo.

## Crónica

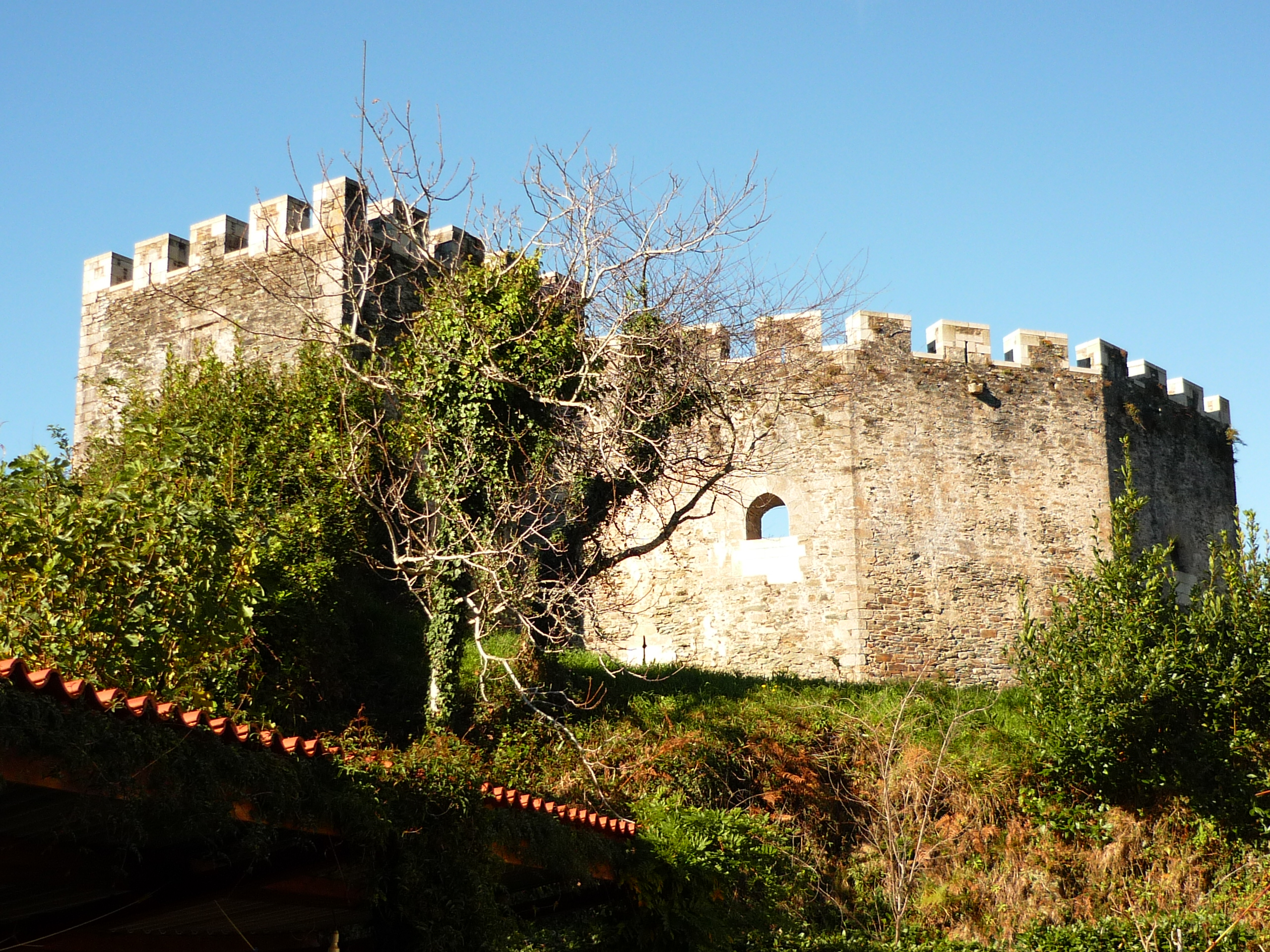
Castelo de Moeche, Galiza. Nele refugiou-se Nuno Freire de Andrade

Em 1431, Nuno II de Andrade, alcunhado O Mau, impôs uma nova taxa, por ocasião da visita do infante Henrique de Aragão ao Reino da Galiza.
Os vassalos, comandados por Roi Xordo, se rebelaram, derrubando algumas casas fortes, vinhas e hortas dos Andrade, estendendo depois as ações às comarcas próximas. Após o ataque ao Castelo de Betanzos, os irmandinhos tentaram atacar Santiago de Compostela, onde Nuno Freire se refugiou com a sua família. Lá, as tropas do bispo tentaram enfrentar a revolta, mas tiveram de ser retiradas.
Porém, os irmandinhos não chegaram a tomar Compostela: tiveram conhecimento prévio da fuga de Nuno Freire para o Castelo de Moeche, local para onde se dirigiram para localizá-lo. Durante o caminho, produz-se a Batalha do Eume, na qual foram derrotados.

## Legado
A "Irmandade Fusquenlla" foi a primeira grande irmandade com capacidade para levar a revolta a uma parte importante da Galiza. E foi também um dos mais claros precedentes da posterior Grande guerra irmandinha, iniciada na primavera de 1467
Mas entre os dois eventos, ocorreram diversas pequenas rebeliões, tais como:
- 1446-56: Irmandade que demole fortalezas em vários portos das Rias Baixas;
- 1455: Revolta dos residentes de Ourense contra o bispo;
- 1454-58: Irmandade de Betanços e Corunha constituída com a permissão do Rei Henrique IV de Castela;
- 1458-59: Revolta das cidades e vilas da terra de Santiago contra o Arcebispo Rodrigo de Luna, coincidindo com a rebelião dos cavaleiros do arcebispado (Moscoso, Sueiro Gomes de Soutomaior e Pedro Bermúdez de Montaos), com quem Santiago, Noia e Muros formou uma irmandade baseada na que já funcionava em Betanços e Corunha.
- 1446-1448: Revolta do povo de Alhariz, contra a tomada de posse do povoado por parte do Conde de Benavente, que tinha uma carta de doação de Juan II;
- 1454: Revolta semelhante em Viveiro contra Inês de Viveiro.
- 1457: Revolta da cidade de Lugo contra Dom García Martínez de Baamonde.